# Gare du Creusot
Gare du Creusot vasútállomás Franciaországban, Le Creusot településen.

## Vasútvonalak
Az állomást az alábbi vasútvonalak érintik:
- Nevers-Chagny-vasútvonal

## Kapcsolódó állomások
A vasútállomáshoz az alábbi állomások vannak a legközelebb:
- Gare de Montchanin (Gare de Chagny, Nevers-Chagny-vasútvonal)